# Linus på linjen
Linus på linjen (italienska: La Linea) är en italiensk tecknad TV-serie. Den skapades av Osvaldo Cavandoli och började sändas på italiensk TV 1969.

## Beskrivning

### Personlighet
Linus är en animerad tecknad figur med stor näsa, ritad endast längs sina konturer och så att han ser ut att sitta ihop med linjen/marken som han går på. Han brukar oftast inleda avsnitten genom att hälsa på animatören och därefter ge sig ut på en till synes oändlig horisontell linje där han i regel stöter på olika typer av hinder. Han skriker och gormar eller gapskrattar så att saliven sprutar.
En typ av återkommande hinder är när linjen/marken plötsligt tar slut, vilket löses på ett eller annat sätt. I regel skäller Linus ut animatören, vilken därefter tecknar till något som Linus får reagera på eller gör att han kan fortsätta sin promenad. Det enda som syns av animatören är hans hand och penna. Ibland dyker också en tecknande vänsterhand upp i bild, en handskbeklädd hand som ställer till problem för Linus.

### Röst
Alla röster gjordes av italienaren Carlo Bonomi, som även gjort rösterna till Pingu.
Språket är nonsenspladder med enstaka italienska och engelska ord insprängda, men eftersom bilderna ändå ganska tydligt brukar illustrera vad som avses spelar obegripligheten ingen roll.
Dessutom slapp man översättningar vilket underlättade export till andra länder.

## Historik

### Ursprung
Linus på linjen skapades ursprungligen som en reklamfigur för köksgerådstillverkaren Lagostina. Figuren bar då till att börja med namnet "Agostino Lagostina". Efter åtta 2 ½ minuter långa animerade reklamfilmer fick figuren ett eget liv utanför tillverkarens marknadsavdelning och bytte då namn till La Linea.

### Namn på olika språk
Den animerade serien har exporterats och visats i en mängd olika länder. På grund av den "obegripliga" dialogen har i regel ingen omdubbning behövts, men serien/figuren har fått olika namn beroende på språk.
- "Abelardo" – spanska (Argentina)
- "Agostino Lagostina" – italienska (ursprungligen)[4]
- "A Linha" – portugisiska (Brasilien)
- "Badum badum" – slovenska
- "Bajram" – albanska
- "Баљум Баљум" ("Baljum Baljum") – makedonska
- "Барум Барум" ("Barum Barum") eller "Абаракандиши Ди Фјури" ("Abarakandiši Di Fjuri") – serbiska
- "Bay Meraklı" ("Signor Curioso") – turkiska
- "La Linea" – italienska
- "La Linéa" – franska
- "Línan" – isländska
- "Lineman" – engelska (USA)
- "Linus på linjen" – svenska[5]
- "Linus linjalla" – finska
- "Lui" – tyska[5]
- "Mar Kav" ("Signorr Linea") – hebreiska
- "Menő Manó" – ungerska[5]
- "Mister Line" – engelska (Kanada, Sydafrika)[5]
- "Streken" – norska
- "Stregen" – danska
- "Złośniczek" – polska

### Visningar i Sverige
I början gjorde man en ordagrann översättning av originaltiteln, vilket resulterade i Linjen. Senare ändrades titeln till Linus på linjen.
Linus på linjen visades som pausprogram i SVT under 1970-, 80- och 90-talen. Linus på linjen sändes som pausprogram i TV4 Komedi och TV4 Guld från 2006 till 2011, men fick konkurrens hösten 2007 av reklam. Linus på linjen gavs även ut på DVD 2007, antingen som tre separata DVD:er eller som trippelbox (Noble Entertainment).

## Källhänvisningar
1. ↑  hämtat från: engelskspråkiga Wikipedia.[källa från Wikidata]
2. 1 2  http://www.discogs.com/artist/480946-Osvaldo-Cavandoli Discogs.com. Läst 8 juli 2014. (engelska)
3. ↑  "Carte blanche to cinema dei Piccoli". Cinemapublic.org, 2012. Läst 27 juni 2014. (engelska)
4. 1 2  Seven (2007-05): ”"La linea" de Osvaldo Cavandoli”. Arkiverad 14 juli 2014 hämtat från the Wayback Machine. Obviousmag.org. Läst 8 juli 2014.
5. 1 2 3 4  "La Linea". Quipos.net. Läst 8 juli 2014. (engelska)